# 올로모우츠의 성 삼위일체 석주
올로모우츠의 성 삼위일체 석주(체코어: Sloup Nejsvětější Trojice v Olomouci)는 체코 올로모우츠에 있는 바로크 건축 양식의 구조물이다. 높이는 35m이며 꼭대기에는 구리에 금 도금을 한 삼위일체 조각상, 하단에는 성모 승천 조각상, 그 외의 성인 종교상, 부조가 장식되어 있다. 맨 아래측에는 예배당이 있다.
30년 전쟁의 종전과 함께 재건된 모라바의 올로모우츠에는 성 삼위일체 석주를 비롯한 바로크 건축 양식의 건축물들이 지어졌다. 1716년부터 공사가 시작되었으며 1754년에 준공되었다. 준공식에서는 마리아 테레지아와 그의 남편인 프란츠 1세가 참석했다. 2000년에는 "중앙유럽의 바로크 건축 양식의 대표작"이라는 점을 감안하여 유네스코 세계유산에 등재되었다.